# Pachydema lethierryi
Pachydema lethierryi är en skalbaggsart som beskrevs av Lucas 1861. Pachydema lethierryi ingår i släktet Pachydema och familjen Melolonthidae. Inga underarter finns listade i Catalogue of Life.